# Эль-Уаззани, Амин
Амин Эль-Уаззани (араб. أمين الوزاني‎; род. 15 июля 2001, Гренобль) — марокканский футболист, нападающий клуба «Брага».

## Клубная карьера
Эль-Уаззани — воспитанник клубов «Гренобль» и «Бурк-ан-Брес — Перонна». В 2020 году он дебютировал за основной состав последних. В 2022 году Эль-Уаззани перешёл в «Генгам». 26 декабря в матче против «Нима» он дебютировал в Лиге 2. 10 января 2023 года в поединке против «Амьена» Амин забил свой первый гол за «Генгам». Летом 2024 года Эль-Уаззани перешёл в португальскую «Брагу». 11 августа в матче против «Эштрела» он дебютировал в Сангриш лиге. В этом же поединке Амин забил свой первый гол за «Брагу». 23 января 2025 года в поединке Лиги Европы против бельгийского «Юниона» он забил гол.

## Международная карьера
В 2023 году в составе олимпийской сборной Марокко Эль-Уаззани стал победителем домашнего молодёжного чемпионата Африки (до 23 лет). На турнире он сыграл в матчах против команд Ганы, Республики Конго, Мали и Египта. В поединке против малийцев Амин забил гол.

## Достижения
Международные
 Марокко (до 23)
- Победитель молодёжного чемпионата Африки (до 23 лет) — 2023